# غازولدو إيبوليتي
غازولدو ديلي إيبوليتي (مانتوفانو العليا ) هي كومونا (بلدية) في مقاطعة مانتوفا بمنطقة لومباردي الإيطالية وتبعد حوالي 110 كيلومتر (68 ميل) شرق ميلانو وحوالي 15 كيلومتر (9 ميل) غرب مانتوفا .

## روابط خارجية
- Official website